# Mozart y la Iglesia católica

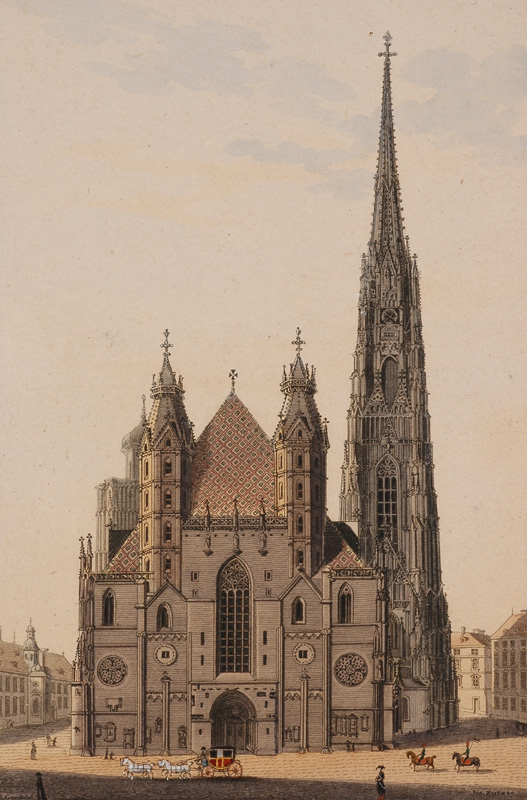
La catedral de San Esteban de Viena es el edificio de la Iglesia católica más importante de la ciudad. En ella tuvo lugar el matrimonio y funeral del compositor.

Wolfgang Amadeus Mozart fue educado en la fe católica y siguió siendo un miembro leal de la Iglesia católica durante toda su vida.

## Educación católica
Leopold y Anna Maria Mozart eran católicos, y educaron a sus hijos Wolfgang y Nannerl en esta religión, insistiendo sobre la estricta obediencia a las necesidades de la Iglesia. Animaban a su familia a orar, ayunar, venerar a los santos, acudir regularmente a misa y confesar frecuentemente.
Leopold Mozart continuó impulsando el cumplimiento de todo ello en Wolfgang, incluso cuando ya era adulto. En 1777, escribió a su mujer e hijo, que en esa época estaban en su viaje a París:

¿Es necesario para mí preguntar si Wolfgang quizás no está siendo demasiado laxo con su confesión? ¡Dios es lo primero! De Sus manos recibimos nuestra felicidad temporal y al mismo tiempo debemos pensar en nuestra salvación eterna. A la gente joven no le gusta oír acerca de estas cosas, lo sé porque yo fui joven: Pero, gracias a Dios, a pesar de todas mis tontas travesuras de juventud, siempre hemos estado juntos. Evito todos los peligros a mi alma y guardo a Dios y mi honor y las consecuencias, las muy peligrosas consecuencias, ante mis ojos.

Por "muy peligrosas consecuencias", se estaba refiriendo muy probablemente a una doctrina específica del Catolicismo, por la que las personas que mueren en pecado mortal experimentan el castigo eterno en el infierno.
Leopold le inculcó a Wolfgang otro elemento importante de las creencias católicas, la existencia de los milagros  como signos de Dios. En 1768, escribió a su amigo Lorenz Hagenauer, describiendo a su hijo de la siguiente forma:

Un milagro, que Dios ha permitido ver la luz en Salzburgo ... Y, si es mi deber convencer al mundo de este milagro, es por lo que ahora, cuando las personas están ridiculizando todo lo que se llama un milagro y la negación de todos los milagros ... Pero porque este milagro es también evidente y consecuentemente no es negado, ellos quieren eliminarlo. Rechazan que Dios tenga el honor.

En la frase "negación de todos los milagros", puede estar refiriéndose a los valores emergentes de la Ilustración, en pleno apogeo en aquella época. Los participantes en este movimiento cultural a menudo favorecían las explicaciones científicas (en oposición a la milagrosa) de los fenómenos naturales.

## Orden de la Espuela de Oro

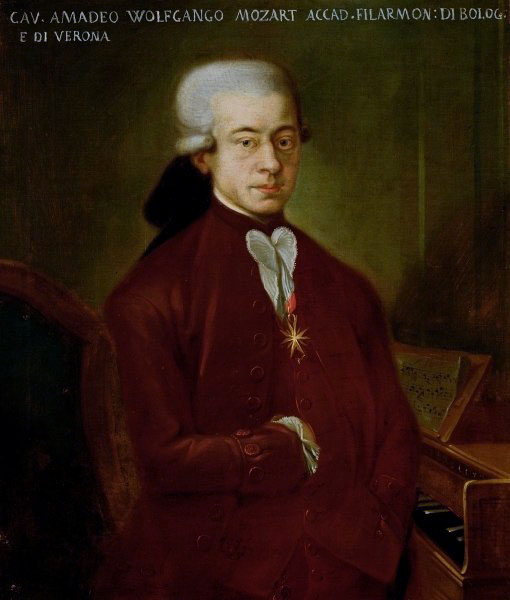
Mozart en 1777, luciendo la insignia de la Orden de la Espuela de Oro.

En su adolescencia, Mozart realizó varios viajes a Italia acompañado de su padre. Durante el primero de ellos, Leopold y Wolfgang visitaron Roma (1770), donde Wolfgang fue ordenado caballero de la Orden de la Espuela de Oro por el papa Clemente XIV. La patente papal decía:

Puesto que conviene la caridad del Pontífice romano y de la Santa Sede con aquellos quienes han mostrado sus grandes signos de fe y devoción y son agraciados con los méritos de probidad y virtud, deberían ser condecorados con los honores y favores del Pontífice romano y la citada Sede. (4 de julio de 1770)

El día siguiente, Wolfgang recibió oficialmente la insignia, formada por "una cruz de oro con una faja, espada y espuelas rojas" emblema de la caballería honorífica.
La patente papal también absolvía al condecorado de cualquier sentencia previa de excomunión (innecesaria, en el caso de Mozart) y afirmaba: "Es nuestro deseo que lleves puesta siempre la Cruz de Oro". En el retrato de 1777, conocido como "Mozart en Bolonia", el compositor aparece luciendo la insignia de la Orden.[cita requerida]

## La francmasonería
Mozart se inició en la francmasonería en 1784, y permaneció como miembro activo hasta su muerte, en 1791. Su elección de entrar a formar parte de la logia Zur Wohltätigkeit estuvo influida por su amistad con el maestro de la logia, el barón Otto Heinrich von Gemmingen-Hornberg, y su atracción por la logia era "devoción compartida con la tradición católica". Aunque la Iglesia católica cada vez se opuso más a la francmasonería, durante la época de Mozart "un buen católico podía perfectamente ser un masón", y es claro que Mozart no vio conflicto entre estas dos lealtades. In eminenti, la bula papal de 1738 que oficialmente prohibía que los católicos fueran francmasones, no se promulgó en Austria sino hasta 1792, un año después de su muerte.

## Extremaunción, muerte y funeral

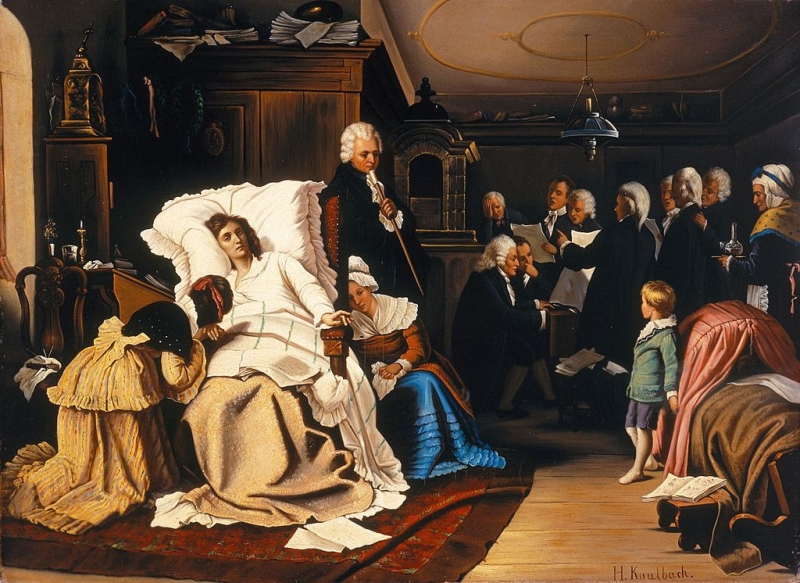
Mozarts letzte Tage (Últimos días de Mozart), de Hermann von Kaulbach (1873).

Ha habido un debate considerable entre los estudiosos sobre la cuestión del momento en el que Mozart recibió el sacramento de la extremaunción cuando se encontraba postrado en cama. En 1825, la cuñada de Mozart, Sophie Haibel, por aquel entonces anciana, preparó una breve memoria de la muerte del compositor para su cuñado Georg Nikolaus von Nissen, el segundo marido de Constanze, la viuda de Mozart, que estaba escribiendo una biografía sobre Mozart. Nissen, que quería que Sophie permaneciera en Salzburgo durante ese tiempo, consultó con Sophie y escribió notas al margen en su memoria. Mientras Sophie recordaba que ella había llamado a un sacerdote para que le administrara a Mozart el último sacramento, una anotación a mano de Nissen indica que "el sacerdote declinó ir porque la persona enferma no les había dicho que le llamaran". Sin embargo, la nota añadida por Nissen se contradice con una anotación posterior en la carta de Sophie, que afirma que el cura acudió a la llamada y que, aunque el estado de inconsciencia de Mozart hizo imposible que pudiera recibir el viático, le administraron la extremaunción.
Aunque es confuso si Mozart recibió el último sacramento en su lecho de muerte, no hay pruebas que sugieran lo contrario. Incluso Nissen, que opinaba que los sacerdotes no acudieron, afirma: "Si no hubiera habido negligencia [por los sacerdotes], habría recibido la extremaunción".
Según Gutman, la razón del retraso de los sacerdotes, o la no asistencia, para atender a Mozart se debió a una confusión. Constanze, que había enviado a Sophie en busca de un sacerdote para administrar la extremaunción a su marido, quería "un sacerdote que llegara solo, como si estuviera de paso, una llamada espontánea", para ahorrarle a Mozart "la alarma de la visión y sonidos del último sacramento al completo con sacristanes haciendo sonar campanillas como acompañamiento a los clérigos con sus vestimentas". Es posible que la tardanza del sacerdote fuera debida al fracaso de Sophie en explicar la estrategia de Constanze, o, en otro caso, a su falta de habilidad para comunicarle la urgencia de la situación.
Mozart tuvo un funeral católico en la catedral de San Esteban de Viena, y los últimos ritos póstumos tuvieron lugar en una misa de réquiem en la iglesia de San Miguel.

## Creencias religiosas de Mozart
Es difícil determinar el grado de compromiso personal de Mozart con la doctrina católica. Ruth Halliwell, colaboradora de The Cambridge Mozart Encyclopedia, escribió: "Un estudioso hace conjeturas sobre la totalidad de las creencias de Mozart basándose en la reconciliación de pruebas variopintas que postularían probablemente una amplia creencia en el cristianismo, pero inconforme con muchas de las exigencias de la Iglesia católica. Otro colaborador, Bruce MacIntyre, sugiere que Mozart "parece haber sido un librepensador católico con una relación privada con Dios.

## Obras litúrgicas
A lo largo de su vida, Mozart compuso más de 60 piezas de música sacra. La mayoría se escribieron entre 1773 y 1781, cuando estaba empleado en la corte del príncipe-arzobispo de Salzburgo. Entre las obras litúrgicas posteriores más importantes, se incluyen la Gran misa en do menor KV 427, escrita para la visita a Salzburgo en 1783; el motete Ave verum corpus KV 618, escrito en Baden bei Wien en 1791, y el Réquiem KV 626, que quedó incompleto debido a su muerte.[cita requerida]